# Bradunia guanabana
Bradunia guanabana là một loài bướm đêm trong họ Noctuidae.